# Karl I av Braunschweig-Wolfenbüttel
Karl I av Braunschweig-Wolfenbüttel, född 1 augusti 1713 i Braunschweig, död där 26 mars 1780, var furste av Braunschweig-Wolfenbüttel och titulärhertig av Braunschweig-Lüneburg.
Han efterträdde 1735 sin far Ferdinand Albrekt II av Braunschweig-Wolfenbüttel som furste av Braunschweig-Wolfenbüttel. Innan sitt maktövertagande hade han deltagit i striderna mot turkarna under hertigen av Savoyens ledning.
Karl I grundade flera verksamheter och institutioner under sin regering, varav ett par av de mest kända är Fürstenbergs porslinmanufaktur och Collegium Carolinum, ursprunget till Braunschweigs tekniska universitet.

## Familj
Gift 1733 med Filippa Charlotta av Preussen. 
Bland hans barn fanns:
1. Karl Vilhelm Ferdinand av Braunschweig-Wolfenbüttel, hertig och furste av Braunschweig-Wolfenbüttel
2. Elisabet Kristina av Braunschweig, prinsessa av Preussen, gift 1765–1769 med kronprins Fredrik Vilhelm av Preussen
3. Sofia Karolina av Braunschweig-Wolfenbüttel, markgrevinna av Brandenburg-Bayreuth
4. Anna Amalia av Braunschweig-Wolfenbüttel, hertiginna av Sachsen-Weimar-Eisenach
5. Auguste Dorothea av Braunschweig-Wolfenbüttel, furstabedissa av Gandersheim